# Ribera de Arriba

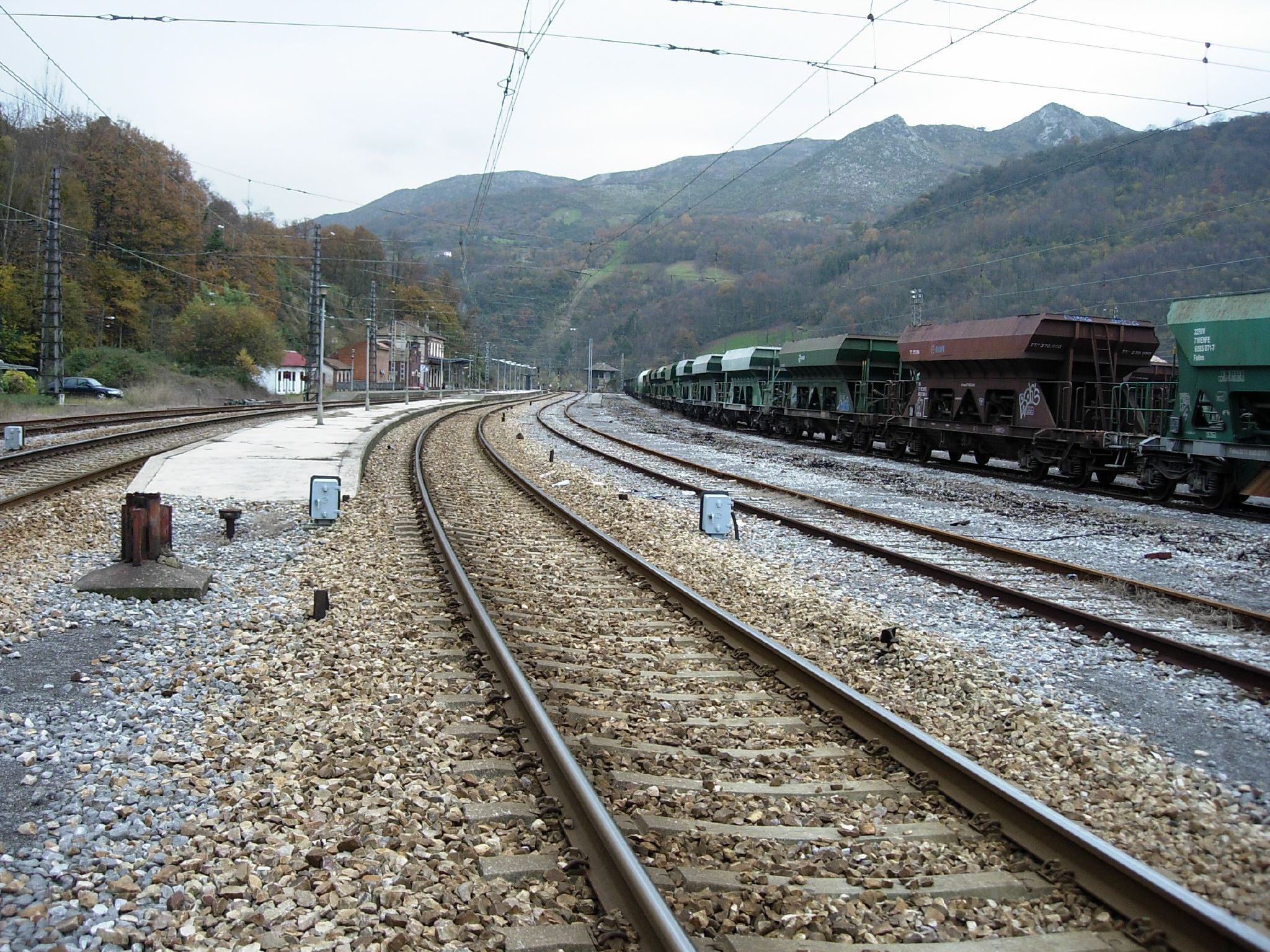
Estación de Soto de Rey

Ribera de Arriba (en asturiano: La Ribera) es un concejo asturiano, en el norte de España, cuyo nombre viene dado por estar situado en su mayor parte a la ribera del río Nalón que forma un extenso valle en él. Limita al norte y al este con el concejo de Oviedo, al sur con Mieres y Morcín y al oeste con Santo Adriano. Su extensión no es muy grande, siendo ésta de 22 km², en los que habitan 1851 habitantes en 2021, con la capital Soto de Ribera y Soto de Rey como sus principales núcleos.

## Geografía
Integrado en la comarca de Oviedo, la capital del concejo, Soto de Ribera, se sitúa a 7 kilómetros de la capital asturiana. El término municipal está atravesado por la Autovía Ruta de la Plata (A-66) y por la carretera nacional N-630, en los pK 34 y 36, además de por carreteras locales que sirven de comunicación entre las pedanías y con los municipios vecinos de Oviedo, Santo Adriano y Mieres.
El suelo del territorio es devoniano con variedad de areniscas, pizarrosas, margosas y calizas. La arenisca se presenta en dos formas, roja y gris o parda. La roja se presenta en bancos gruesos o finos mezclados con alguna pizarrilla. La arenisca gris es de gran utilidad para piedra de construcción. En la zona existen yacimientos de hierro y canteras calizas que se explotan o se explotaron en El Caleyo, Las Segadas y Soto de Rey.
Su topografía está condicionada por la presencia del río Nalón en el concejo, que sigue una orientación este-oeste formando un gran valle. De sus accidentes montañosos, hay que decir que el concejo se encuentra rodeado por varios montes aunque no de mucha elevación. En la parte norteña del territorio destaca el monte de La Peña Avis (405 metros), aunque por el sur las alturas son algo más elevadas, destacando la Sierra de Peñerudes, con unas elevaciones por encima de 600 metros (La Cardosa, 643 metros). Por la zona limítrofe con Mieres y Morcín se encuentran el Pico El Gato (Picu´l Gatu) y la sierra de Lagos, que incluye el pico Mandarrón, el cual con sus 654 metros es la cota más alta del municipio. La altitud oscila por tanto entre los 654 metros (pico Mandarrón), en la sierra de Lagos, y los 110 metros a orillas del río Nalón. La capital, Soto de Ribera, se alza a 148 metros sobre el nivel del mar. 
De su red hidrográfica hay que mencionar el protagonismo que el río Nalón tiene en el concejo, formando una llanura aluvial desde Vegalencia hasta el límite del concejo en Fuso. Cerca de Soto de Ribera, el Nalón recibe las aguas del río Caudal que fluye por el concejo en su tramo final. En la parroquia de Palomar, recibe las aguas del río Barrea, que actualmente forma el embalse de Alfilorios que suministra el agua al concejo de Oviedo, y cuya presa se sitúa en terrenos de Ribera de Arriba.
Gracias a los pequeños montes que rodean el concejo, su clima es mucho más dulce que los concejos vecinos, al formar los montes una barrera natural que impide en muchas ocasiones el paso de los vientos. Su vegetación está compuesta sobre todo por roble, fresno, castaño, avellano y aliso.
| Noroeste: Oviedo        | Norte: Oviedo | Noreste: Oviedo |
| Oeste: Oviedo           |               | Este: Oviedo    |
| Suroeste: Santo Adriano | Sur: Morcín   | Sureste: Mieres |

## Historia
Dada la fertilidad y las condiciones de habitabilidad que presentaban las tierras del concejo, no es de extrañar que desde tiempos prehistóricos el concejo estuviese permanentemente poblado. De este modo fueron hallados varios vestigios históricos del paleolítico como los encontrados cerca de Sardíno, o los yacimientos de las cuevas del Requexu en Ferreros donde se encontraron materiales de la época magdaleniense, o los de la cueva de Entrecueves, donde aparecieron signos de pinturas similares a otros como los de Buxu.
Se han hallado también vestigios de asentamientos castrenses, aunque no se ha podido precisar a que época corresponden al no haber sido excavados hasta el momento. Estos castros fueron localizados en La Corona, cerca de Picu Llanza, en El Picu Castiello, en El Picu Les Pedreres, y en El Cueto cerca de Sardín.
Las primeras noticias documentadas del concejo aparecen allá por el año 857, cuando Ordoño I cede al obispado de Oviedo el templo de San Pedro de Ferreros así como terrenos de Palomar, Pereda y Vegalencia. Posteriores donaciones otorgan la práctica totalidad del territorio a poder eclesiástico. Dentro de las donaciones efectuadas señalaremos la efectuada por la reina Urraca en 1112 como agradecimiento por la ayuda prestada por el Obispo Pelayo en su lucha contra su marido Alfonso el Batallador. La donación comprendía un extenso territorio que llegaba hasta un lugar llamado Sopeña cerca de Caces. Esta donación fue la base que tomó la iglesia para su potestad sobre el concejo hasta el siglo XVI, en que perdió tales derechos. Los terrenos de Ribera siempre fueron muy valorados por instituciones y la nobleza de Oviedo.
El poder de la mitra fue abusivo durante bastante tiempo, haciendo cobrar en 1214, bajo orden del obispo Juan un impuesto por el abuse y disfrute de la tierra de Tellego. Durante la dependencia del Obispado, este trasladaba el poder de la zona a varios nobles y tenentes que tenían el poder administrativo del concejo. Uno de los más destacados fue Gutierre González de Quirós.
Ya en 1537, Oviedo envió una serie de diputados para el reconocimiento del territorio de la Ribera con el fin de comprárselo a la mitra para anexionarlo a su territorio. Esta operación no llegó a cuajar nunca, siendo ya en 1579, gracias a la desamortización llevada a cabo por el rey Felipe II cuando las gentes de Ribera compraron todos los terrenos del concejo, formando municipio independiente.
El concejo quedó organizado en cuatro zonas o divisiones de gran importancia a la hora de elegir los cargos municipales. Estas divisiones eran las siguientes: Palomar; Bueño y Ferreros; Soto; Y por último, Tellego, Fresnedo y Sardín. Cada 1 de marzo, se reunían en La Barquera a orillas del Nalón y procedían a la elección de los cargos. Los jueces eran elegidos por una sola división que correspondía por turno, directamente y con la mayoría de votos.
El siglo XIX trajo consigo la construcción del primer puente de piedra sobre el río Caudal, mejorando las comunicaciones entre las orillas del río, efectuadas hasta ese momento en Barca. La guerra de la Independencia contra la invasión francesa tiene como hecho más destacado el levantamiento popular contra las tropas invasoras, provocando una marcha en manifestación hasta Oviedo para pedir a la audiencia el apoyo de la insurrección. De las guerras Carlistas, el concejo fue testigo en 1836 de la derrota de las partidas gubernamentales comandadas por el general Pardiñas, a manos del batallón de Gómez, bajo órdenes del Brigadier Bóveda.
Ya durante el siglo XX, el primer acontecimiento importante del concejo fue la guerra civil española, quedando Ribera en el bando republicano, hasta la derrota de este en 1937. Pasada la difícil posguerra, el concejo fue poco a poco recuperándose de tanta contienda y adaptándose a la modernidad, siendo hoy uno de los lugares mejor comunicados del Principado de Asturias.

## Demografía
Ribera de Arriba cuenta con una población de 1852 habitantes (INE 2024).
| Gráfica de evolución demográfica de Ribera de Arriba entre 1842 y 2021                                              |
| |
| Población de derecho según los censos de población del INE Población de hecho según los censos de población del INE |

Dentro de la evolución de la población en el concejo, podemos dividir ésta en tres etapas. Una primera comprende desde principios del siglo XX hasta su mitad, donde la población se mantiene prácticamente invariable. Una segunda etapa sería de dos décadas de crecimiento, especialmente la de los 60 en la que gracias a la inauguración de la central térmica de Soto de Ribera se produjo un aumento considerable de la población. Y una última etapa en el que el descenso de la población se acentúa en demasía y que corresponde a los años setenta y ochenta. En los 90 esta situación parece estabilizarse aunque la estructura demográfica nos muestra claros signos de envejecimiento en la población.

## Economía

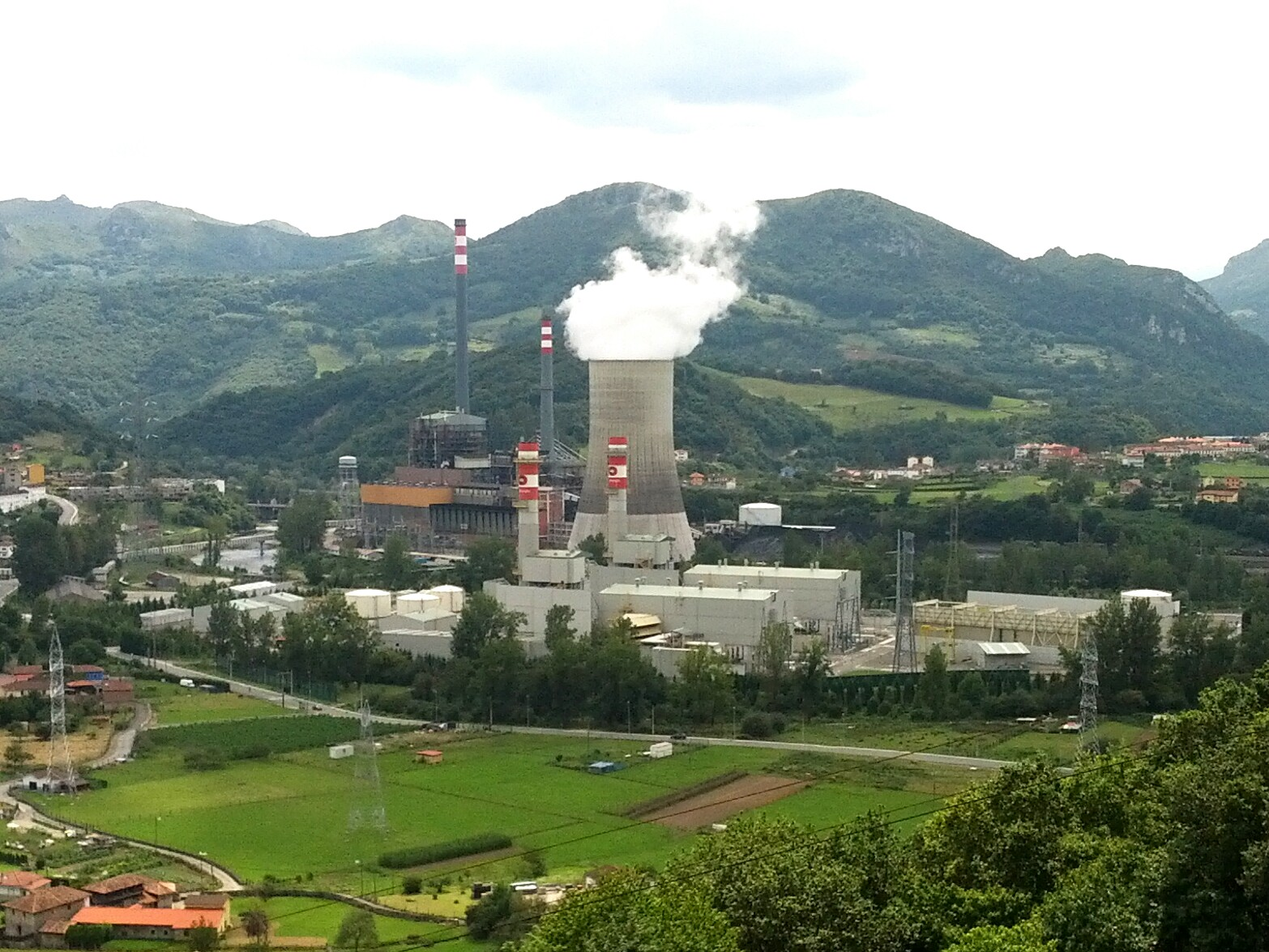
Central térmica de Soto de Ribera, motor económico del concejo durante más de 50 años

Dentro de la actividad económica hay que comentar que la industria es el eje principal en el concejo generando un total del 60,44% de los empleos municipales. Dos son las industrias básicas en el concejo: una es la Mantequería de Arias que está localizada en Vegalencia y es una de las más antiguas dentro del sector lácteo en el Principado. Y la otra es la térmica de Soto, inaugurada en 1962 y ampliada posteriormente en 1967 y 1984. Esta industria cambió en su momento la vida del concejo.

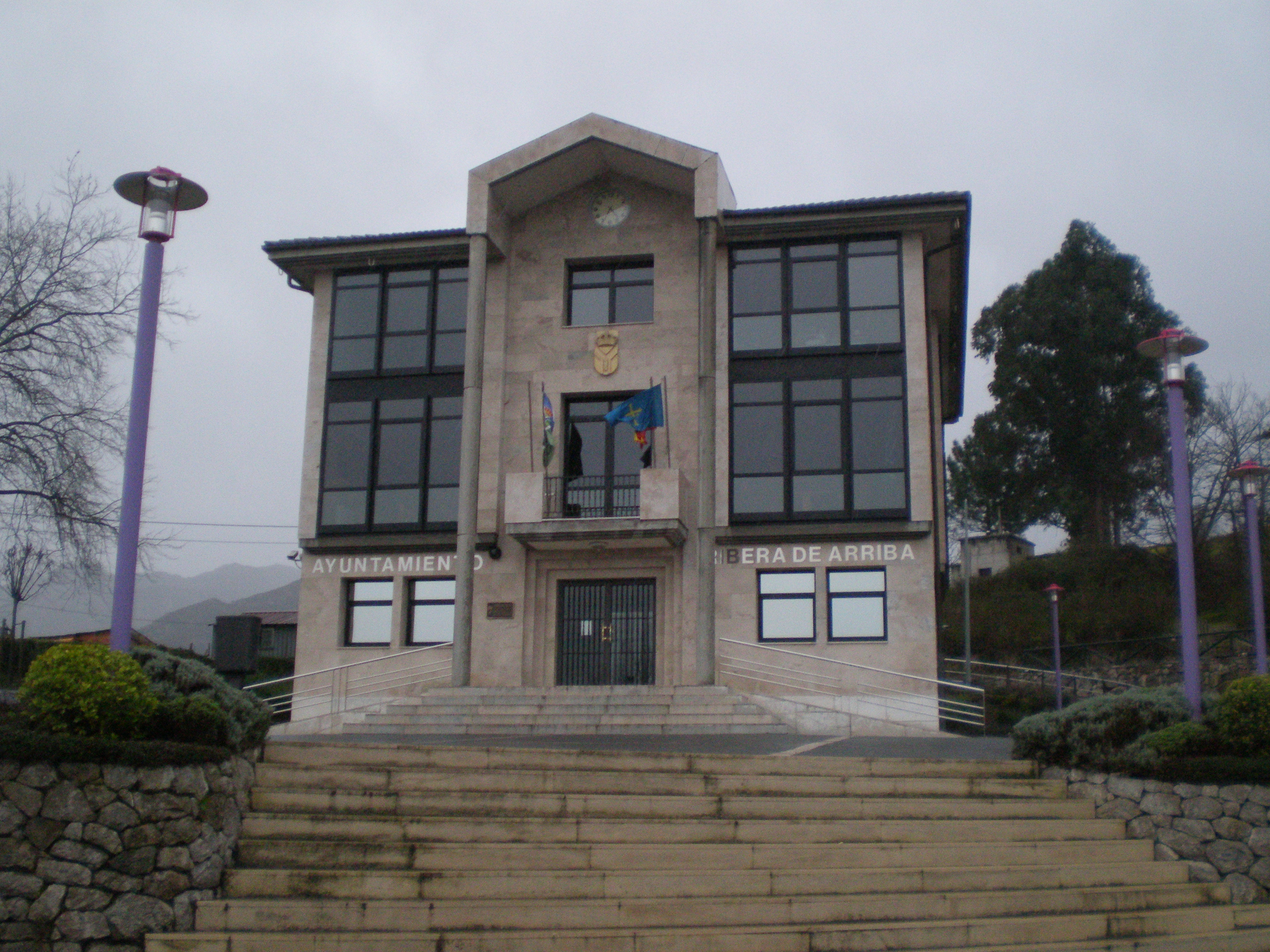
Casa consistorial

El sector primario apenas tiene repercusión en el concejo, empleando a un total del 9,66% de la población activa. La ganadería ha ido reduciendo su presencia con el paso de los años, quedando actualmente un total de 645 cabezas de ganado vacuno orientada en su mayoría en la producción de leche. El cultivo del terreno también es de mínima proporción y la pesca que había en sus ríos, en especial en la unión del Caudal y del Nalón ha desaparecido por la suciedad de sus aguas.
Respecto al sector terciario de los servicios, hay que decir que al igual que el primario su incidencia en el concejo es también mínima, por culpa en este caso de su cercanía con Oviedo que le absorbe mucho de los servicios.

## Transporte

### Terrestre
Dada su ubicación en pleno centro de Asturias es de destacar las buenas comunicaciones que tiene todo el concejo de Ribera de Arriba, tanto por carretera como por ferrocarril ya que actúa como punto de paso obligado para algunas de las principales rutas de la comunidad tanto para desplazamientos internos como para la conectividad de Asturias con el resto de la península Ibérica, destacando el paso por el concejo de la autovía ruta de la plata, que une las ciudades de Gijón con Sevilla, sin pasar por Madrid, siendo por tanto una de las principales autovías del país. Además, en el ámbito local existen multitud de carreteras que unen los diferentes núcleos entre sí.
Red viaria principal
| Tipo             | Identificador | Denominación                         | Itinerario |
| ---------------- | ------------- | ------------------------------------ | --- |
| Autovías         | A-66          | Autovía Ruta de la Plata             | Gijón - Oviedo - Ribera de Arriba - Campomanes - Benavente - Zamora - Salamanca - Plasencia - Mérida - Sevilla     |
| Otras carreteras | N-630         | Carretera Ruta de la Plata           | Gijón - Oviedo - Ribera de Arriba - Puerto de Pajares - León - Zamora - Salamanca - Plasencia - Mérida - Sevilla   |
| Otras carreteras | N-634         | Carretera Nacional N-634             | San Sebastián - Bilbao - Torrelavega - Unquera - Llanes - Oviedo - Ribera de Arriba - Luarca - Ribadeo - La Coruña |
| Otras carreteras | AS-322        | Carretera Piedramuelle - Soto de Rey | Piedramuelle - Soto de Rey                                                                                         |

### Ferrocarril

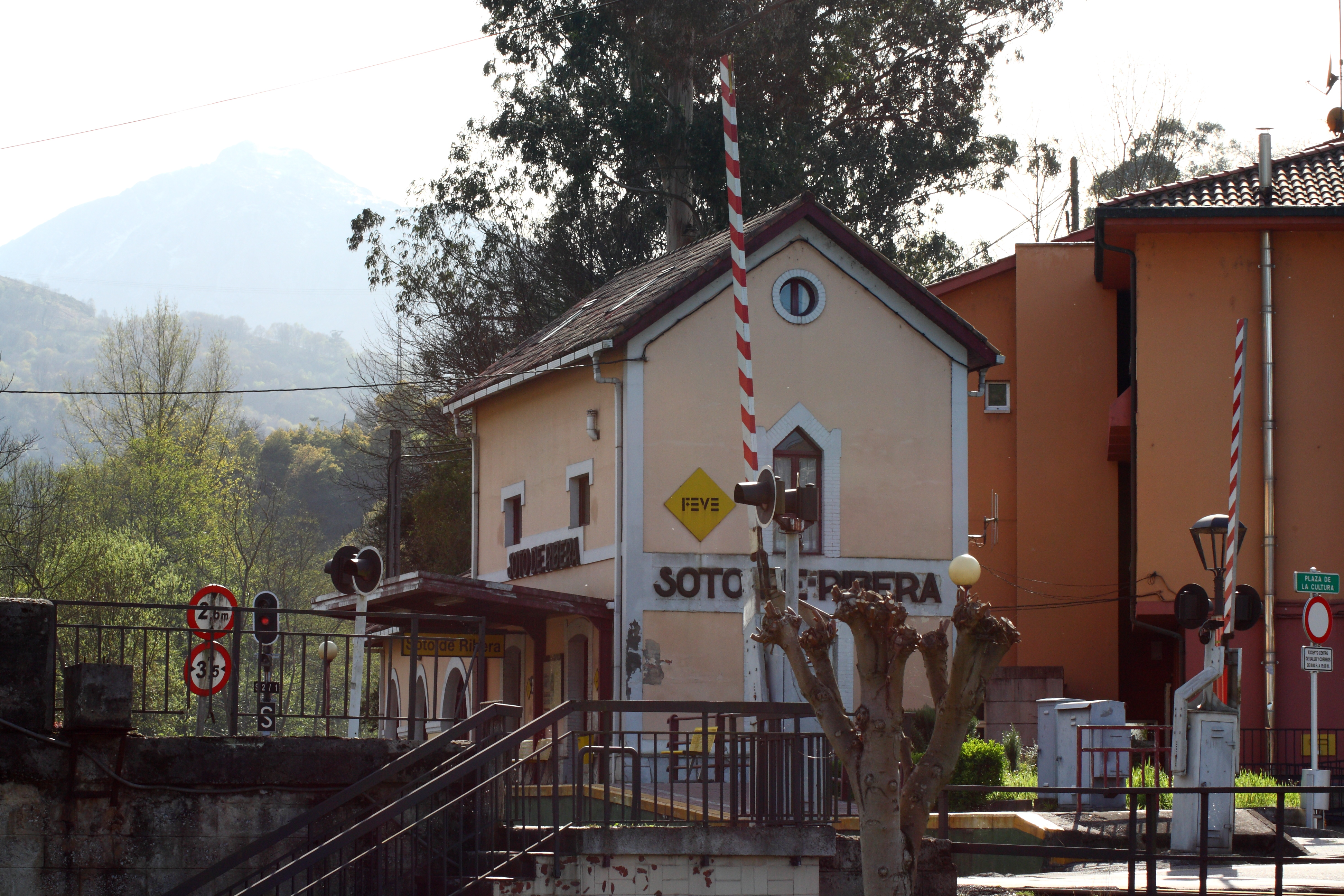
Estación de Soto de Ribera, perteneciente a la red de ancho métrico

Al igual que ocurre con la red de carreteras, la red de transporte ferroviario también tiene que atravesar el concejo para posibilitar la conexión de las principales ciudades asturianas con León y posteriormente con la meseta y el resto de España. Existen en el término municipal dos estaciones, una de ellas perteneciente a la red de cercanías de Asturias, que es la estación de Soto de Rey, de ancho ibérico y que tiene servicio de las líneas C-1 y C-2 así como servicios regionales de la línea León-Gijón. 
La segunda estación es de vía estrecha, la estación de Soto de Ribera, antiguamente perteneciente a la línea C-8 aunque actualmente sin servicio de pasajeros cuenta con servicio de mercancías para la central térmica de Soto de Ribera.

## Administración y política

### Gobierno municipal
En el concejo de Ribera de Arriba, desde 1979, el único partido que ha conseguido la alcaldía ha sido el PSOE.
| Periodo   | Nombre                       | Partido | Partido                                    |
| --------- | ---------------------------- | ------- | ------------------------------------------ |
| 1979-1981 | Alfredo Turrado Alonso       |         | Federación Socialista Asturiana (FSA-PSOE) |
| 1981-1983 | María del Mar Suárez Lobato  |         | Federación Socialista Asturiana (FSA-PSOE) |
| 1983-1987 | Alfonso Argüelles Peña       |         | Federación Socialista Asturiana (FSA-PSOE) |
| 1987-2019 | José Ramón García Saiz       |         | Federación Socialista Asturiana (FSA-PSOE) |
| 2019-act. | Tomás Manuel Fernández Muñiz |         | Federación Socialista Asturiana (FSA-PSOE) |

| Partido político    | Partido político                                                                | 1979   | 1983   | 1987   | 1991   | 1995   | 1999   | 2003   | 2007   | 2011   | 2015   | 2019   | 2023   |
| Partido político    | Partido político                                                                | Ediles | Ediles | Ediles | Ediles | Ediles | Ediles | Ediles | Ediles | Ediles | Ediles | Ediles | Ediles |
|                     | Federación Socialista Asturiana (FSA-PSOE)                                      | 5      | 5      | 6      | 7      | 5      | 7      | 5      | 6      | 5      | 6      | 6      | 6      |
|                     | Partido Comunista de España (PCE)-Izquierda Unida (IU)-Bloque por Asturies (BA) | 4      | 4      | 4      | 3      | 3      | 2      | 2      | 2      | 2      | 1      | 1      | 1      |
|                     | Alianza Popular (AP)-Partido Popular (PP)                                       | —      | 2      | 0      | 1      | 3      | 2      | 2      | 3      | 1      | 1      | 1      | 2      |
|                     | Foro Asturias (FAC)                                                             | —      | —      | —      | —      | —      | —      | —      | —      | 1      | 1      | 0      | —      |
|                     | Unión de Centro Democrático (UCD)-Centro Democrático y Social (CDS)             | —      | —      | —      | 1      | 0      | —      | —      | —      | —      | —      | —      | —      |
|                     | Independientes                                                                  | 2      | —      | —      | —      | —      | —      | —      | —      | —      | —      | —      | —      |
|                     | Ciudadanos (CS)                                                                 | —      | —      | —      | —      | —      | —      | —      | —      | —      | —      | 1      | —      |
| Total de concejales | Total de concejales                                                             | 11     | 11     | 11     | 11     | 11     | 11     | 9      | 11     | 9      | 9      | 9      | 9      |

### Organización territorial
Ribera de Arriba tiene como capital a Soto de Ribera, que es su núcleo más poblado. Está situado en la ribera del río Nalón, que recibe las aguas del Caudal en su territorio. Localizado en la zona central de la región, es uno de los sitios mejor comunicado del Principado, tanto por ferrocarril como por carretera. En 1962 tuvo lugar un acontecimiento que cambió la vida de todo el concejo, que fue la instalación de la central térmica que repercutió en gran medida, tanto poblacional como económicamente.
El concejo de Ribera de Arriba se divide en 5 parroquias:
- Ferreros
- Palomar (Palombar)
- Pereda (Perera)
- Soto (Soto Ribera)
- Tellego (Teyego)

## Cultura

### Arte
De su arquitectura religiosa, la iglesia de San Martín de Pereda es su obra más destacada. Se trata de una edificación del siglo XII de estilo románico y que presenta planta rectangular de una sola nave, a la que se añaden un pórtico y una sacristía en su lado derecho. Lo más destacado de su obra es la portada románica, constituida por tres arquivoltas apoyadas en dos columnas con capiteles de temática vegetal.
Otras edificaciones religiosas de importancia son la iglesia de San Nicolás en Tellego, de origen medieval, y que posee una sola nave que tiene un pórtico con columnas de madera sobre murete. En Bueño nos encontramos con la Capilla de San Juan de Mata, que data del siglo XVIII y tiene una planta rectangular y una puerta de arco de medio punto.
En Sardín nos encontramos con la Capilla de San Antonio, del siglo XVII y nave única cubierta de bóveda de cañón. Por último en Soto observamos una de las iglesias más actuales, la del Carmen construida entre el XIX y el XX.
En lo referente a la arquitectura popular y civil diremos que tiene el concejo restos de un castillo de la época medieval en Soto del que se conserva un muro de sillarejo y se contempla una puerta de arco de medio punto con dovelas bien labradas.
Otra edificación de gran valor es la casona de Hevia Ponte en Sardín, construida en el siglo XVIII. Es de planta cuadrada y posee dos pisos. La fachada principal destaca por la presencia de un corredor de madera flanqueado por cortafuegos del estilo montañés. Llama la atención la capilla que tiene la casona, dedicada a San Antonio.
Otro elemento arquitectónico importante es el puente de piedra situado sobre el río Caudal que financió el brigadier Cañedo, el cual aparece reflejado en una lápida adosada a él y en el que se pide una oración por su alma.

### Fiestas
Entre sus principales fiestas, tenemos:
En el mes de febrero, son las fiestas de San Juan de Mata en Bueño. El primer domingo después de Pascua, se celebran las fiestas del Santo Ángel en La Mortera y Llavareros. En el mes de mayo son las fiestas de San Nicolás en Tellego. En el mes de junio, son las fiestas de San Antonio en Sardin y las fiestas de Nuestra Señora de la Luz en Soto del Rey. En el mes de julio son las fiestas de El Carmen en Soto de Ribera y las fiestas de Santiago Apóstol en Ferreros. En el mes de diciembre las fiestas de Santa Lucía en Soto de Ribera.
Además de todos estos festejos religiosos que se desarrollan por todos los pueblos del concejo, Ribera de Arriba también celebra diversos actos populares como son la fiesta de la tercera edad que se desarrolla en Soto de Ribera, o la fiesta del deporte, el 8 de septiembre y que tiene lugar en el área recreativa del Llosalín. 